# Фридрих II (Вианден)
Вижте пояснителната страница за други личности с името Фридрих II.
Фридрих II фон Вианден (на немски: Friedrich II von Vianden; * ок. 1134; † сл. 1187) е като Фридрих I граф на Долен Салм (1163 – 1175) и граф на Вианден (1163 – 1184).

## Произход
Той е вторият син на граф Фридрих I фон Вианден († сл. 1156), фогт на манастир Прюм и съпругата му. Внук е по баща на граф Герхард I фон Вианден-Спонхайм (1129 – 1156). Брат е на Зигфрид I († сл. 1171), граф на Вианден (1154 – 1171) и фогт на Прюм, Герхард († 1210), абат на Прюм (1184 – 1210), и на Аделхайд фон Вианден († 1207), омъжена за граф Алберт фон Молбах († 21 май 1177).
Фридрих II наследява по-големия си брат Зигфрид I.

## Фамилия
Фридрих II се жени ок. 1159 г. в дворец Салм за Елизабет (Елиза) фон Салм (* ок. 1132; † сл. 1200), дъщеря на граф Хайнрих I фон Салм-Лонгенщайн († сл. 1170) и Клеменция фон Дагсбург († 1169), дъщеря на граф Хуго IX фон Дагсбург († сл. 1137). Те имат децата:

- Фридрих III († сл. 1200/1220/1258), граф на Вианден и фогт на Прюм, женен ок. 1192 г. в Нойербург за Матилда (Мехтилд) фон Нойербург († сл. 1200)
- Херман фон Вианден († сл. 1187)
- Вилхелм I († 1214), граф на Долен Салм, има три сина
- Катрин (* ок. 1155), омъжена за Весел фон Щрюнкеде